# Agulha dos Glaciares
A Agulha dos Glaciares (em francês:  Aiguille des Glaciers) culmina a 3.818 m de altitude e encontra-se entre na  Alta Saboia da França e no Vale de Aosta da Itália.
Este acidente geográfico faz parte da divisória de águas  entre o Mar Adriático e o Mar Mediterrâneo.

## Acesso
A vertente SW é a via normal de inverno, e é feita a partir do Refúgio Robert Blanc a 2.750 m
O acesso também é possível a partir de outros refúgios como:
- Refúgio dos Conscritos  2.600 m
- Refúgio Elisabetta  2.185 m
- Refúgio de Tré la Tête  1.970 m